# هندریکا فان رومت
هندریکا فان رومت (انگلیسی: Hendrika van Rumt; ۲۸ اوت ۱۸۹۷ – ۲۶ مهٔ ۱۹۸۵) ژیمناست هنری اهل هلند بود.